# Dick Advocaat
Dirk Nicolaas Advocaat, mais conhecido como Dick Advocaat (Haia, 27 de setembro de 1947) é um treinador e ex-futebolista neerlandês. Atualmente comanda a Seleção Curaçauense de Futebol.

## Carreira
Advocaat treinou o seu país na Copa do Mundo de 1994 (Estados Unidos), levando sua seleção às quartas-de-final, e, em 2006 (Alemanha) treinou a seleção da Coreia do Sul, que não passou da primeira fase.
Foi técnico do FC Zenit São Petersburgo, da Rússia, e se sagrou campeão da Copa da UEFA de 2008 diante do Rangers da Escócia, após uma campanha surpreendente que culminou na imprevisível eliminação do Bayern de Munique na meia-final do referido torneio, após uma vitória esmagadora por 4 a 0 em uma das partidas. esteve com o treinador da Seleção Belga de Futebol e do AZ Alkmaar, onde assinou um contrato de dois anos já rescindindo com os dois. Foi escolhido como sucessor do compatriota Guus Hiddink, na Seleção Russa de Futebol. Após a Euro 2012, treinou por uma temporada o PSV e na temporada seguinte, o AZ Alkmaar, substituindo Gertjan Verbeek.
Assumiu o comando da Seleção Sérvia em julho de 2014, visando a disputa das Qualificações para o Campeonato Europeu de 2016, porém demitiu-se após quatro meses por fraco desempenho da equipe.
Assumiu o Sunderland em 16 de março de 2015 e conseguiu salvar a equipe do rebaixamento na Premier League de 2014–15. No entanto, deixou o clube após mal início na Premier League de 2015–16.
Em 17 de agosto de 2016 passou a comandar o Fenerbahçe.

## Títulos
SVV
- Eerste Divisie: 1989–90

PSV
- Eredivisie: 1996–97
- Copa dos Países Baixos: 1995–96
- Supercopa dos Países Baixos: 1996, 1997

Rangers
- Campeonato Escocês de Futebol: 1998–99, 1999-00
- Copa da Escócia: 1998–99, 1999-00
- Copa da Liga Escocesa: 1998–99

Zenit
- Campeonato Russo de Futebol: 2007
- Supercopa da Rússia: 2008
- UEFA Cup: 2007–08
- Supercopa da UEFA: 2008